# Theater- en muziekpodium Amadeo
Theater- en muziekpodium Amadeo is zijn activiteiten begonnen in de zomer van 2000 in het atrium van het Kroatisch Natuurwetenschappelijk Museum in de Bovenstad van Zagreb in Kroatië. Tussen 1797 en 1834 bevond zich in datzelfde gebouw het eerste Kroatische openbare theater, genaamd Amadeo's theater, naar zijn oprichter, de Hongaarse graaf Anton Amade de Varkony, die ook vooraanstaand prefect van Zagreb was. Vanaf 2006 tot 2009 was het theater- en muziekpodium gehuisvest in het Museum voor Kunst en Ambacht. In de zomer van 2010 is het teruggekeerd naar het atrium van het Kroatisch Natuurwetenschappelijk Museum.
Theater- en muziekpodium Amadeo is al jarenlang het enige veelzijdige zomerpodium dat actief is gedurende juli, augustus en september. Gedurende die periode zijn er gemiddeld ongeveer 50 voorstellingen, concerten en filmevenementen in samenwerking met gerenommeerde Kroatische en buitenlandse artiesten.

## Programma
Het programma van Theater- en muziekpodium Amadeo bestaat uit muziek- en theatervoorstellingen. In het muzikale deel organiseert Amadeo klassieke concerten met een grote nadruk op de deelname van jonge getalenteerde muzikanten, jazz, wereldmuziek en popmuziek. Op het gebied van theater zijn er premières en reprises van theater- en balletvoorstellingen, monodrama's en stand-upcomedy, geschreven door Kroatische en buitenlandse auteurs.
Buiten het hoofdprogramma organiseert Theater- en muziekpodium Amadeo ook een theaterprogramma voor peuters en basisscholieren onder de naam 'Kleine Amadeo' en een alternatief podium voor amateur kunstvormen genaamd 'Amadeoff Festival'.

## Overige programma's
In de seizoenen van 2002 tot 2005 zijn 12 werken van hedendaagse Kroatische componisten in première gegaan.
In de seizoenen van 2001 tot 2007 heeft Amadeo een selectie van films van het Motovun Film Festival vertoond.
In het seizoen van 2006 tot op heden organiseert Amadeo uitvoeringen van werken geschreven door Kroatische componisten, uitgevoerd door kamermuziekensembles en orkesten.
In het seizoen van 2007 tot op heden werkt Amadeo samen met de Joodse gemeenschap van Zagreb binnen het programma van de Israël week.
In het seizoen van 2010 heeft Amadeo een selectie van films van het Pula Film Festival vertoond.

## Projecten
Theater- en muziekpodium Amadeo, dat gesitueerd is in het historische gebouw van het Kroatisch Natuurwetenschappelijk Museum, heeft op verschillende manieren bijgedragen aan de revitalisatie ervan.
In 2001 heeft Amadeo een plaque onthuld op de gevel van het Kroatisch Natuurwetenschappelijk Museum met de historische tweetalige naam uit het begin van de 19de eeuw: Kazaliscna Vulicza - Theater Gasse (Theaterstraat)
In 2003 heeft Amadeo het verlaten atrium van het Kroatisch Natuurwetenschappelijk Museum gerenoveerd, geleid door het idee van de museumadviseur Jakov Radovčić. De Kamenopisna karta Hrvatske (een kaart van Kroatië gemaakt van stenen tegels) domineert het nieuw gerenoveerde atrium. The kaart is opgemaakt uit 2500 tegels van Kroatisch steen, in situ, uit heel Kroatië. Ook het atrium zelf is bedekt met deze karakteristieke stenen. In de tuin staat een unieke geologische pilaar en vloer- en wandverlichting gebaseerd of het idee van maestro Ivo Pogorelić.

## Programmaraad
De oprichters van Theater- en muziekpodium Amadeo zijn: Nenad Jandrić, Rada Vnuk, Zvonimir Zoričić, Božidar Orešković (1942-2010), Neven Frangeš en August Faulend Heferer.
Tegenwoordig bestaat de programmaraad van Theater- en muziekpodium Amadeo uit de volgende leden: Nenad Jandrić (directeur), Rada Vnuk, Jakov Jandrić, August Faulend Hefere en Izabela Šimunović (1970-2010).

## Lijst van in première gegane werken door hedendaagse Kroatische componisten
- Stanko Horvat (2002) Dah i dodir, voor hobo, klarinet, fagot en piano
- Sanda Majurec-Zanata (2002) Four for two, voor twee violen
- Berislav Šipuš (2002) Dies irae, voor een blaaskwintet
- Sanja Drakulić (2003) Limeni stavak, voor een koperkwintet
- Olja Jelaska (2003) Kaleidoskop, voor een fluit, een klarinet, twee violen, een altviool en a violoncello
- Ivana Kiš (2003) Parasax, voor een saxofoonkwartet
- Mladen Tarbuk (2004) Četiri jahača i dva proroka, voor een orgel en percussie
- Kresimir Seletković (2004) Vertigo, voor een blaaskwintet
- Davor Bobić (2004) Drevne zagorske fanfare, voor een trombonekwartet
- Antun Tomislav Šaban (2005) Plavo-Crveno-Žuto, voor een schilder (Duško Šibl) en een kamermuziekensemble
- Sanja Drakulić (2005) Portreti, voor het Kroatische koperkwintet
- Dubravko Palanović (2005) Gudački kvartet, voor een schilder (Izabela Šimunović) en een strijkkwartet[6]